# Wilhelm Solms (Germanist)
Wilhelm Prinz zu Solms-Hohensolms-Lich (* 5. Januar 1937 in Lich; † 26. November 2024 in München) war ein deutscher Germanist und emeritierter Hochschullehrer.

## Leben
Solms-Hohensolms-Lich studierte Germanistik und Musikwissenschaft an der Universität München und an der Musikhochschule in Wien. Er erlangte im Jahr 1967 seinen Magister-Artium-Abschluss und promovierte 1970 mit einer Arbeit über Goethes West-östlicher Diwan (Buchtitel später: Goethes Vorarbeiten zum Divan).
Von 1964 bis 1972 war Solms zunächst Verwalter einer wissenschaftlichen Assistentenstelle und von 1974 bis 1977 wissenschaftlicher Assistent am Institut für neuere deutsche Philologie der Universität München. 1977 wechselte er als Professor für Kommunikationswissenschaften und Mediendidaktik an die Universität Marburg, wo er 2001 in den Ruhestand ging. Gastdozenturen führten ihn 2004 und 2006 unter anderem an die Staatliche Universität Jerewan in Armenien.
Seine Forschungs- und Publikationsschwerpunkte waren die Literatur des 19. Jahrhunderts, Goethe, Grimms Märchen, Zigeunerbilder in der Literatur und Antiziganismus. Solms war Mitgründer der Gesellschaft für Antiziganismusforschung e. V., seit 2000 erster Vorsitzender des Vereins und Herausgeber des Newsletters dieser Gesellschaft. Er war Kuratoriumsmitglied des Dokumentations- und Kulturzentrums deutscher Sinti und Roma in Heidelberg.
Wilhelm Solms war verheiratet mit der Medizinerin Milicent Prinzessin zu Solms-Hohensolms-Lich geb. von Boch-Galhau (* 13. Juli 1937 in Mettlach). Das Paar hatte zwei Söhne und zwei Töchter. Solms war der Bruder des Agrar-Unternehmers Philipp Reinhard zu Solms-Hohensolms-Lich, der Publizistin Dorothea Gräfin Razumovsky, von Eleonore von der Burg und des Politikers Hermann Otto Solms. Friedrich L. Sell ist ein Halbbruder.
Solms verstarb mit 87 Jahren am 26. November 2024 in München.

## Wissenschaftliche Ämter
- Vorstandssprecher der Arbeitsgemeinschaft Literarischer Gesellschaften und Gedenkstätten (ALG) in Berlin (1986–2004)
- Vorsitzender des Marburger Literaturforums (1988–2002)
- Vizepräsident der Europäischen Märchengesellschaft (1989–1993)
- Vorsitzender des Kulturförderkreises Mittelhessen (1992–1994)
- Mitgründer (1998) sowie Vorsitzender der Gesellschaft für Antiziganismusforschung (2000–2016/2017)[6][7], danach stellvertretender Vorsitzender[8]

## Veröffentlichungen (Auswahl)
- Die Familie in Grimms Märchen. TransMIT/LiteraturWissenschaft.de, Marburg 2021, ISBN 978-3-936134-76-6.
- mit Friedrich Nemec: Goethes Divan als Zyklus. TransMIT/LiteraturWissenschaft.de, Marburg 2019, ISBN 978-3-936134-66-7.
- Vom poetischen bis zum politischen Antiziganismus. I-Verb.de, Marburg 2019, ISBN 978-3-939762-06-5.
- „Zwei Zigeuner, schwarz und gräulich“. Zigeunerbilder deutscher Dichter. Vittorio Klostermann, Frankfurt am Main 2018, ISBN 978-3-465-04370-6.
- Das Geheimnis in Goethes Liebesgedichten. Verl. LiteraturWissenschaft, Marburg 2014, ISBN 978-3-936134-44-5.
- Das Bild der Geliebten in Goethes Versen an Lida. Denkena, Weimar 2012, ISBN 978-3-936177-63-3.
- Die Moral von Grimms Märchen. Wissenschaftliche Buchgesellschaft, Darmstadt 2010, ISBN 978-3-534-23520-9 (zuerst Primus, Darmstadt 1999, ISBN 3-89678-123-5).
- Zigeunerbilder. Ein dunkles Kapitel der deutschen Literaturgeschichte. Von der frühen Neuzeit bis zur Romantik. Königshausen & Neumann, Würzburg 2008, ISBN 978-3-8260-3833-4.
- mit Sigrid Früh als Hrsg. des Hörbuchs: Märchen von Teufeln. Weltbild, Augsburg 2007, ISBN 978-3-8337-2008-6.
- „Kulturloses Volk“? Berichte über „Zigeuner“ und Selbstzeugnisse von Sinti und Roma. I-Verb.de, Seeheim 2006, ISBN 978-3-9808800-8-4 (= Beiträge zur Antiziganismusforschung, Bd. 4).
- mit Sigrid Früh als Hrsg.: Märchen von Teufeln. Fischer-Taschenbuch-Verlag, Frankfurt am Main 1994, ISBN 3-596-12219-8.
- als Hrsg.: Nachruf auf die rumäniendeutsche Literatur. Hitzeroth, Marburg 1990, ISBN 3-89398-034-2.
- als Hrsg. mit Friedrich Nemec: Literaturwissenschaft heute. Fink, München 1979, ISBN 978-3-7705-1616-2.
- Goethes Vorarbeiten zum Divan. Fink, München 1976, ISBN 3-7705-0842-4 (= Münchener germanistische Beiträge, Bd. 12, zugl. Diss. Universität München, Phil. Fak., 1970, unter dem Titel: Philologische Untersuchungen zum West-östlichen Divan).

## Auszeichnungen
- 2016: Verdienstkreuz am Bande des Verdienstordens der Bundesrepublik Deutschland[9]
- 2011: Wildweibchenpreis[10]